# Demokratische Fortschrittliche Partei
Die Demokratische Fortschrittliche Partei war eine österreichische Partei, die 1965 von Franz Olah nach seinem Parteiausschluss aus der SPÖ gegründet wurde. Die Partei vertrat eher populistische Positionen; Autoren in der DDR werteten beispielsweise, dass sich die Partei „eng an reaktionäre und monarchistische Kreise angelehnt“ habe. Die Partei erzielte bei der Nationalratswahl 1966 über 3 % der Stimmen, aber kein Mandat. Sie ermöglichte damit der ÖVP die Erzielung einer absoluten Mandatsmehrheit und die Alleinregierung unter Josef Klaus. 1969 konnte die DFP, die ausschließlich von Olahs Ruf lebte, drei Mandate bei der Wiener Gemeinderatswahl erringen. Die Bedeutung der Partei ging schnell zurück, als sich Olah aus der Politik zurückzog; einzelne Funktionäre schlossen sich später der FPÖ an.